# Cabezón de Pisuerga
Cabezón de Pisuerga là một đô thị trong tỉnh Valladolid, Castile và León, Tây Ban Nha. Theo điều tra dân số 2004 (INE), đô thị này có dân số là 2.344 người.